# Fållbänk
Fållbänk är en möbel som fungerar som en säng som också kan fällas ihop till en bänk eller till ett skåp (båda varianterna förekommer). Fållbänken användes som säng på nattetid och annan möbel på dagtid.
Ordet fållbänk kommer från ordet fålla i betydelsen "vika ihop".